# St. Marien (Gräfenthal)

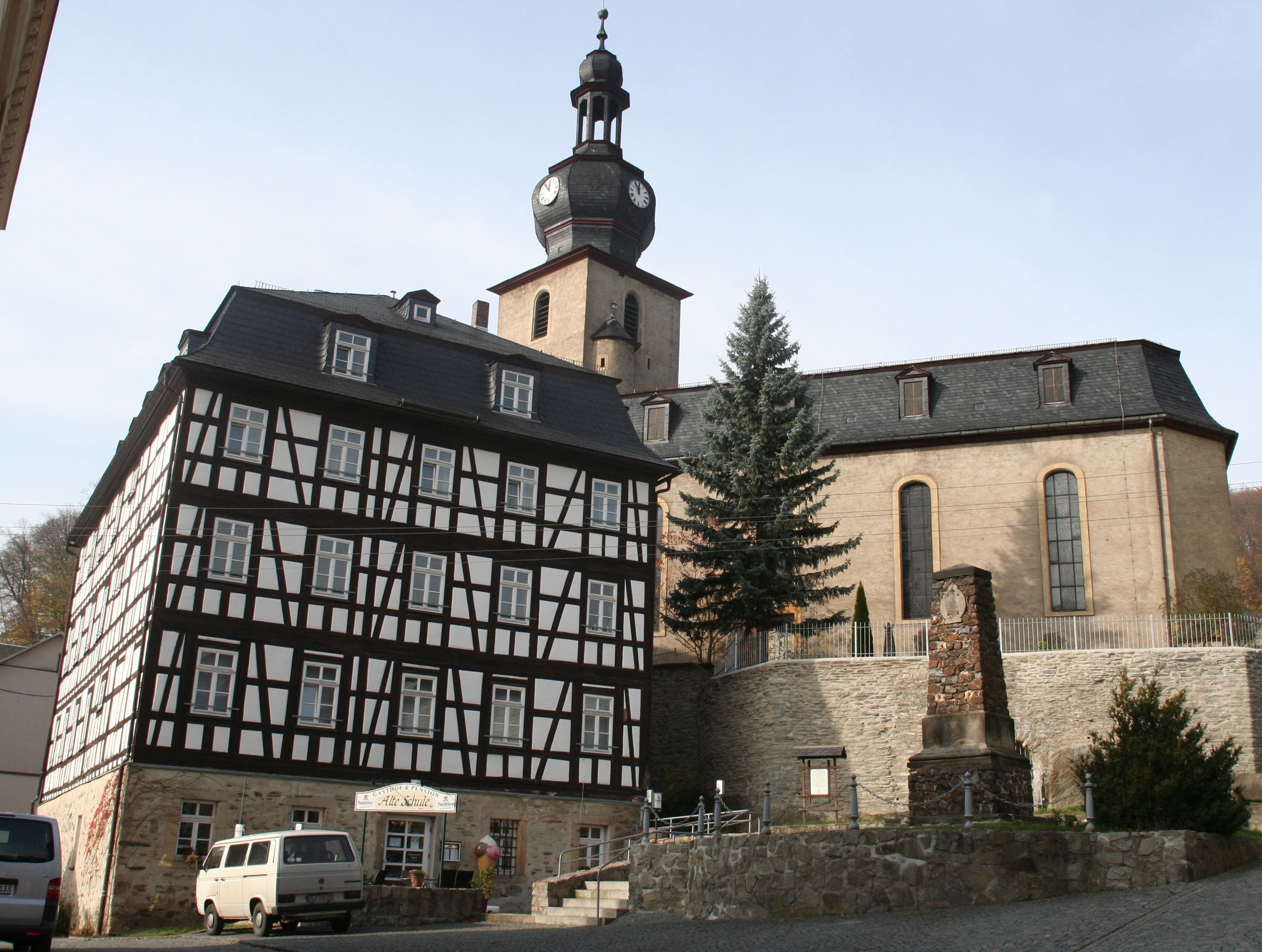
Stadtkirche St. Marien

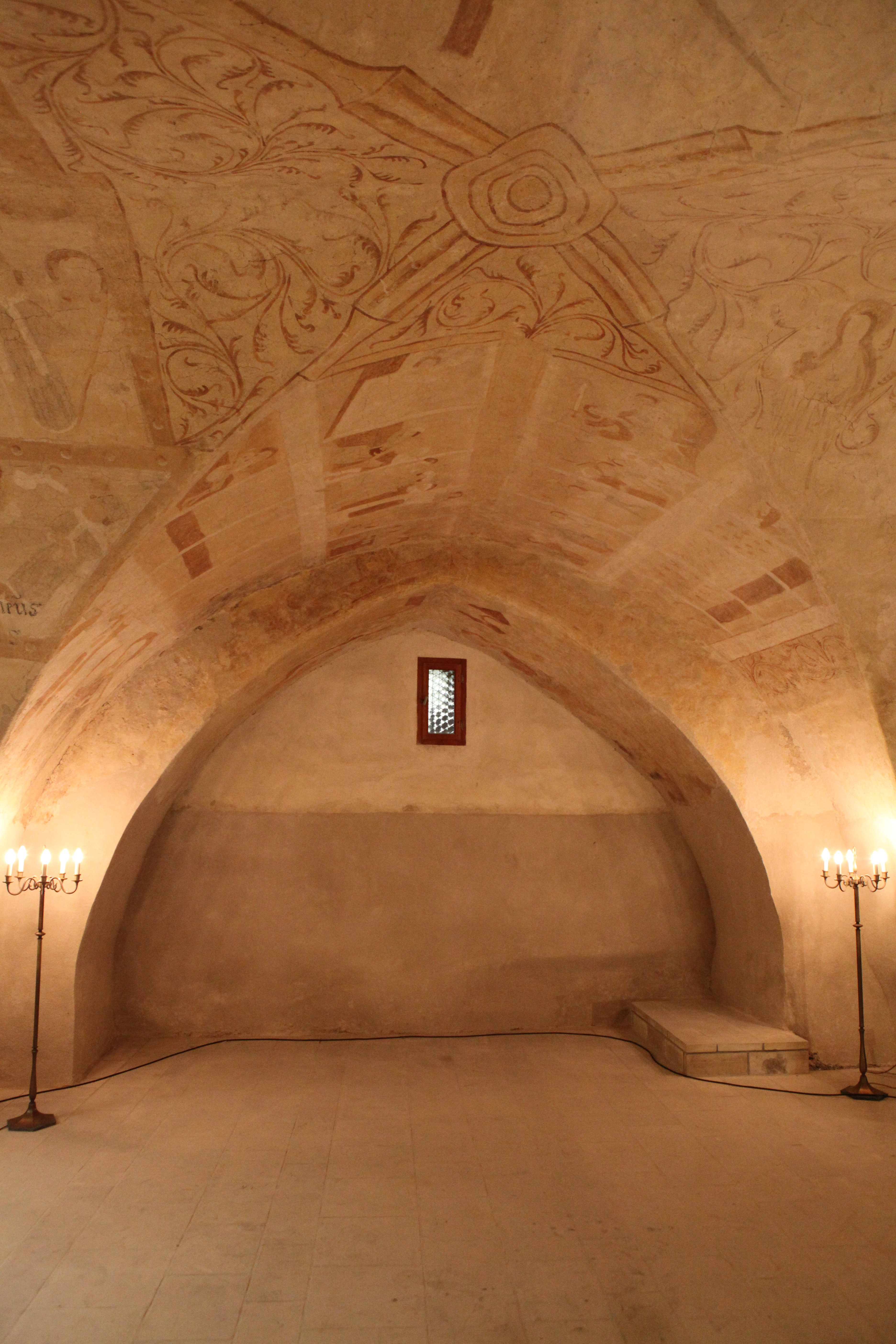
Grablege

Die evangelisch-lutherische Stadtkirche St. Marien in Gräfenthal im Landkreis Saalfeld-Rudolstadt in Thüringen wurde 1340 erstmals urkundlich erwähnt. Sie steht ortsbildprägend an einem Nordhang auf einem Schieferfelsen unterhalb vom Schloss Wespenstein.

## Geschichte
Die erste urkundliche Erwähnung der Gräfenthaler Stadtkirche, die ursprünglich eine Wallfahrtskapelle war, erfolgte 1340 in einem Ablassbrief. Contz Steinbach war um 1386 Pfarrer. 1503 gab es fünf Altäre in der Kirche. Im Jahr 1525 führte Sebastian von Pappenheim die Reformation ein und am Gründonnerstag 1530 predigte Martin Luther in der Kirche. Nach einem Stadtbrand 1554 erfolgte der Wiederaufbau der Kirche, die damals eine Wehrkirche war. Aufgrund von Baufälligkeit wurde die Kirche in ihrer heutigen Form von 1724 bis 1731 neu errichtet. Zur Finanzierung des Kirchenbaus wurde eine Abgabe von einem Heller für ein Maaß Bier erhoben. 1840 fand eine Restaurierung statt. 1915/16 folgte eine große Kirchenrenovierung. Dabei erhielt der Innenraum der barock gestaltenden Kirche eine Jugendstilfassung. Die Arbeiten wurden am 1. Oktober 1916 mit einer Wiedereinweihung abgeschlossen. Von 1989 bis 1993 wurde eine Innenrenovierung durchgeführt. Die Kirche ist denkmalgeschützt.

## Ausstattung

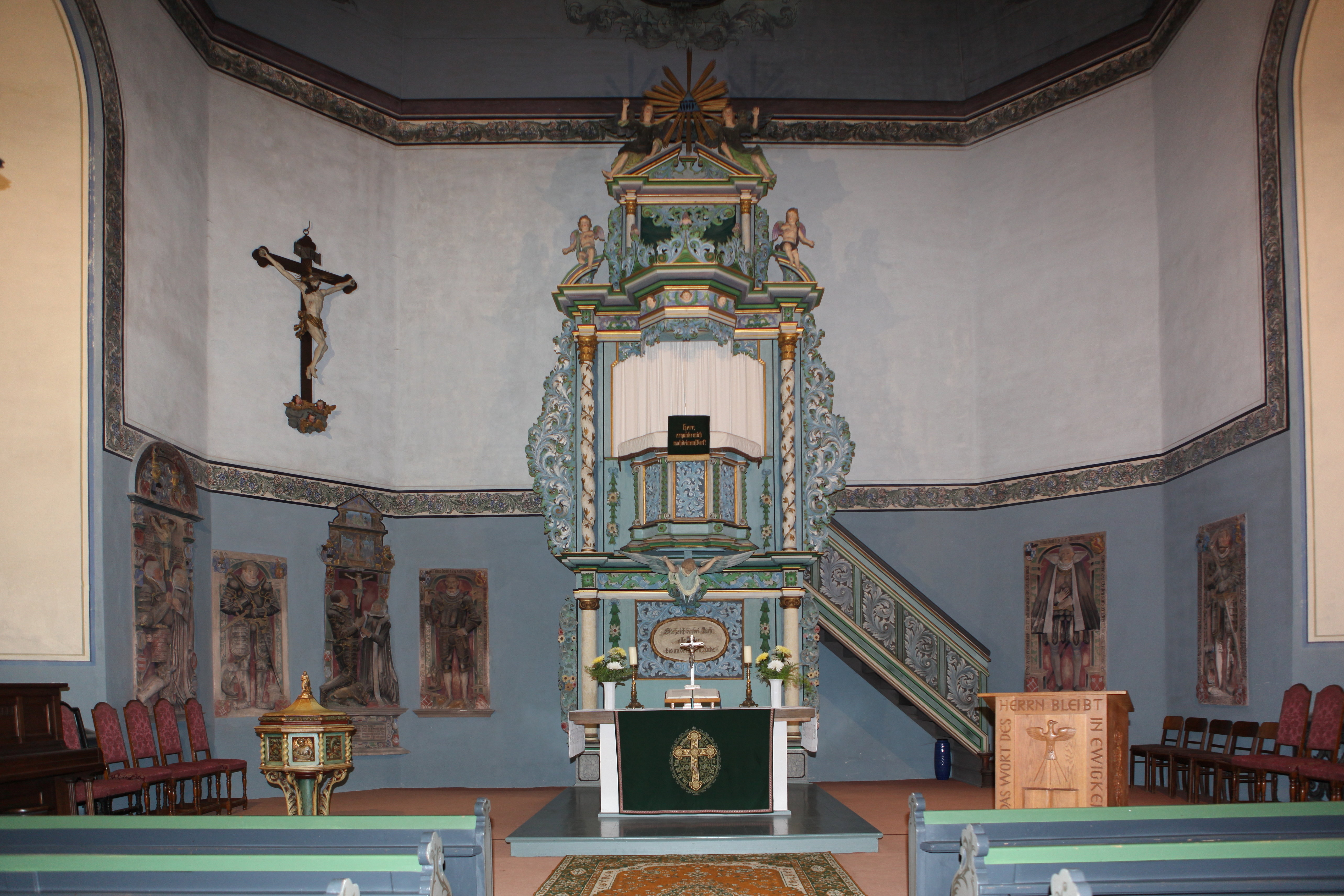
Altarraum

Im Zentrum des Altarraums steht der Altar und darüber die Kanzel, die bis 1972 als Kanzelaltar miteinander verbunden waren. Das Altarkruzifix stammt aus dem Jahr 1716, die Altarleuchter tragen die Jahreszahl 1613. An den Wänden hängen die Grabplatten der Vorfahren und Verwandten des Christoph Ullrich von Pappenheim († 1599). Dieser ist gegenüber dem Haupteingang als letzter regierender Graf von Pappenheim der Gräfenthalerlinie mit seiner Frau Magdalena auf einem Epitaph dargestellt.
Unter dem Altarraum befindet sich die Grablege des Adelsgeschlechts derer von Pappenheim. Die gotische Krypta ist der älteste Teil der Kirche. Ihre Gewölbedecke ziert eine Malerei aus dem 15. und 16. Jahrhundert.
Der Innenraum hat eine dreigeschossige Empore und wird von einer Flachdecke überspannt, die mit einem Gemälde, die Verklärung Christi darstellend, geschmückt ist.
Der 38 Meter hohe Kirchturm weist die Jahreszahl 1518 über dem Nordfenster des dritten Turmgeschosses auf. Er war ursprünglich ein Teil der Burgbefestigung. Im Erdgeschoss ist ein Durchgang als Zugang zur Stadt vorhanden. Im Turm hängen die kleine Taufglocke aus dem Jahre 1592 und Glocken aus dem Jahre 1923, die 1917 eingeschmolzene Glocken ersetzten.

## Orgel

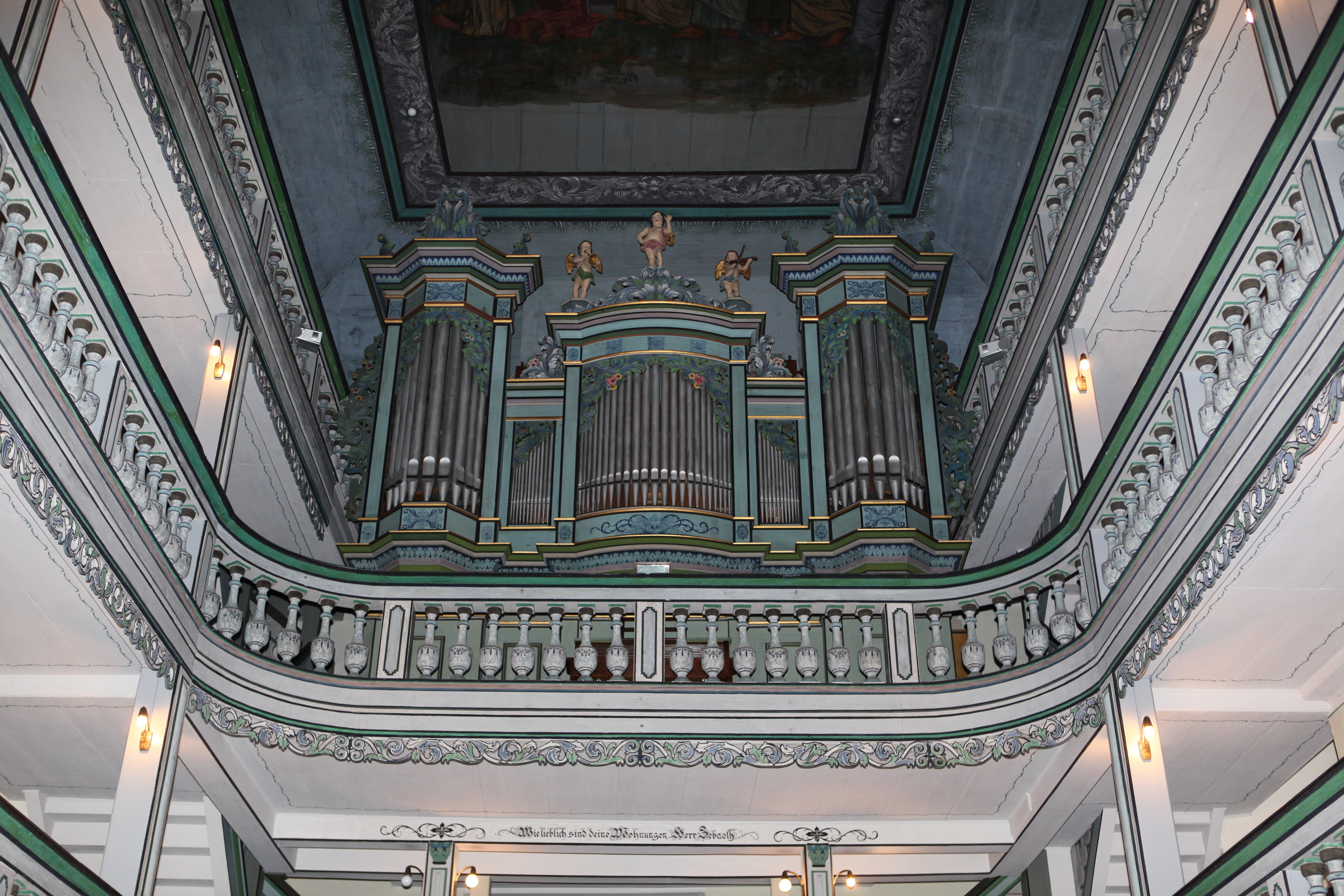
Orgel

Die erste Orgel errichtete 1726 der Orgelmacher Jahn aus Meura. Diese war mangelhaft ausgeführt worden und wurde 1730 durch ein Instrument von Johann Georg Fincke ersetzt. Im Jahr 1880 folgte durch den Orgelbauer Loesche ein Neubau mit 20 Registern, der jedoch aufgrund beengter Verhältnisse auf der Orgelempore schlecht klang.
1916 wurde die heutige Orgel durch die Nürnberger Orgelbau-Anstalt von Johannes Strebel als Opus 244 aufgestellt und zusammen mit der Kirche eingeweiht. Das Instrument hatte 29 Register, von denen seit einer Umdisponierung im Jahr 1945 fünf fehlen, auf zwei Manualen und Pedal.  Die Windladen sind als pneumatische Taschenladen mit stehenden Taschen angelegt. 1992 restaurierte die Saalfelder Orgelbaufirma Rösel & Hercher das Instrument.
Disposition:
| I Hauptwerk C–g3 |     |
| Bourdon          | 16′ |
| Prinzipal        | 8′  |
| Viola di Gamba   | 8′  |
| Harmonieflöte    | 8′  |
| Gedeckt          | 8′  |
| Dolce            | 8′  |
| Octave           | 4′  |
| Rohrflöte        | 4′  |
| Octave           | 2′  |
| Mixtur IV        | 2′  |
| Trompete         | 8′  |

| II Schwellwerk C–g3 |       |
| Stillgedeckt        | 16′   |
| Aeoline             | 8′′   |
| Lieblich Gedeckt    | 8′    |
| Quintatön           | 8′    |
| Salicional          | 8′    |
| Flötenprinzipal     | 8′    |
| Wienerflöte′        | 8′    |
| Vox coelestis       | 8′    |
| Geigenprinzipal     | 4′    |
| Flauto traverso     | 4′    |
| Flautino            | 2′    |
| Cornettino III      | 2 ⁄3′ |

| Pedal C–f1        |     |
| Contrabass        | 16′ |
| Subbass           | 16′ |
| Zartbass (aus HW) | 16′ |
| Oktavbass         | 8′  |
| Violoncello       | 8′  |
| Posaune           | 16′ |

- Koppeln:
  - Normalkoppeln: II/I, I/P, II/P
  - Superoktavkoppel: II
  - Superoktavkoppel: II/I
  - Suboktavkoppel: II/I

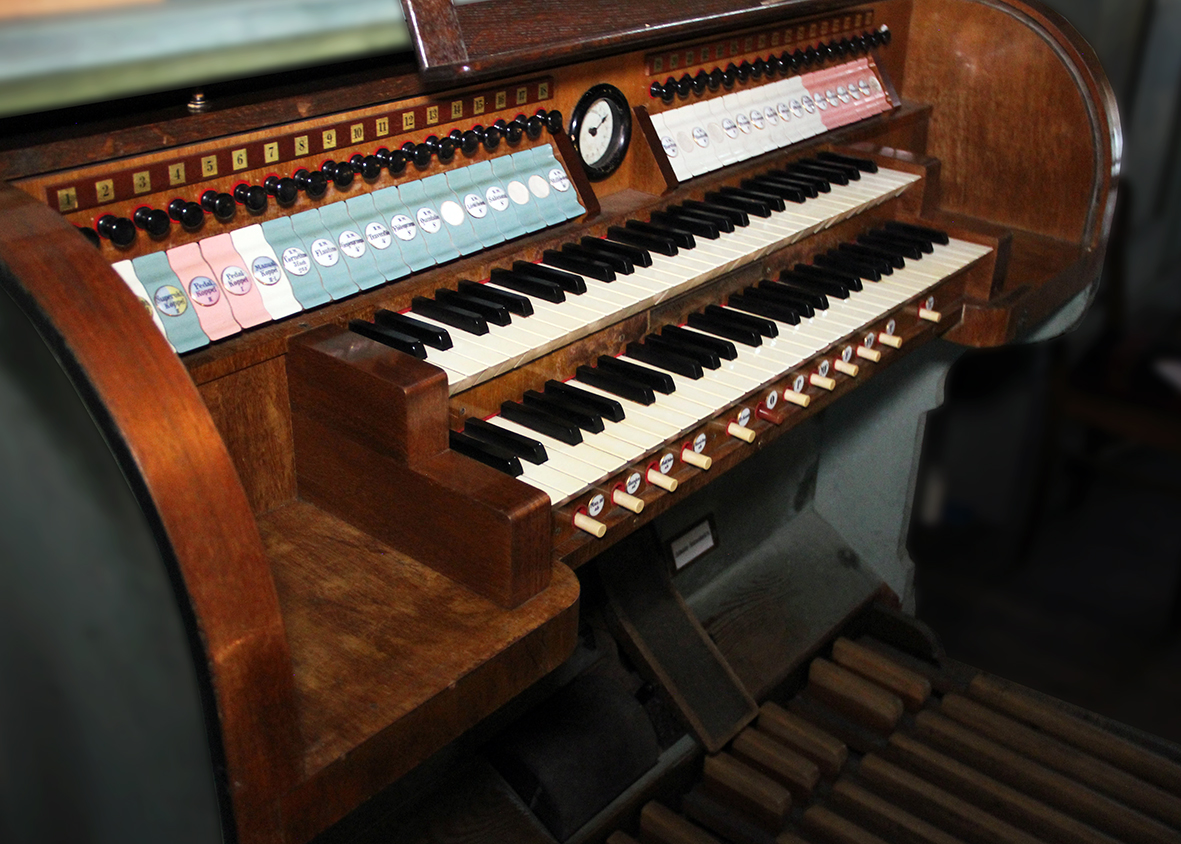
Spieltisch (Detail)

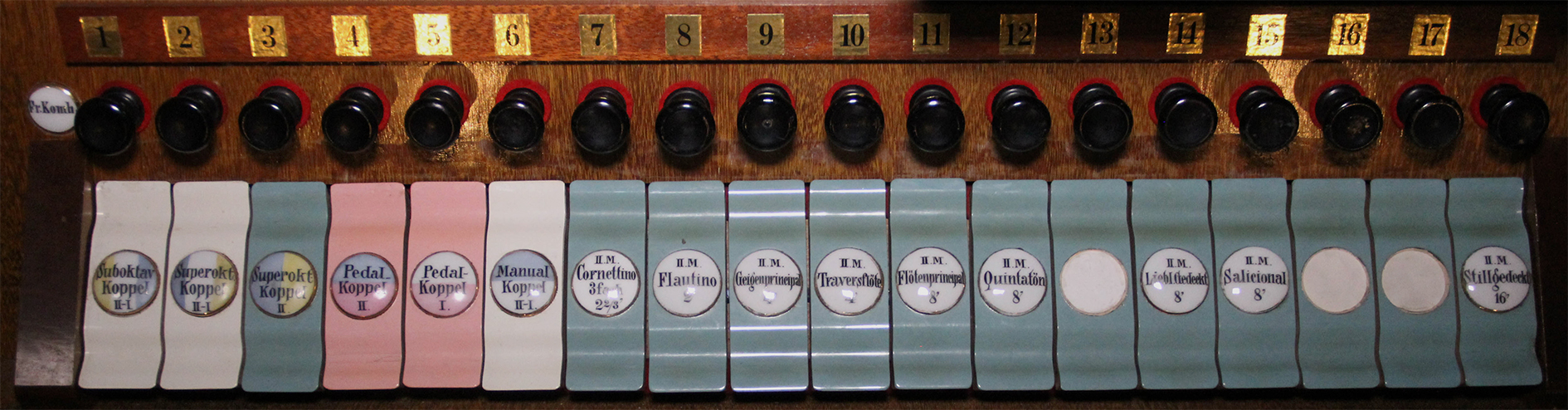
Manubrien der Koppeln und des Schwellwerks

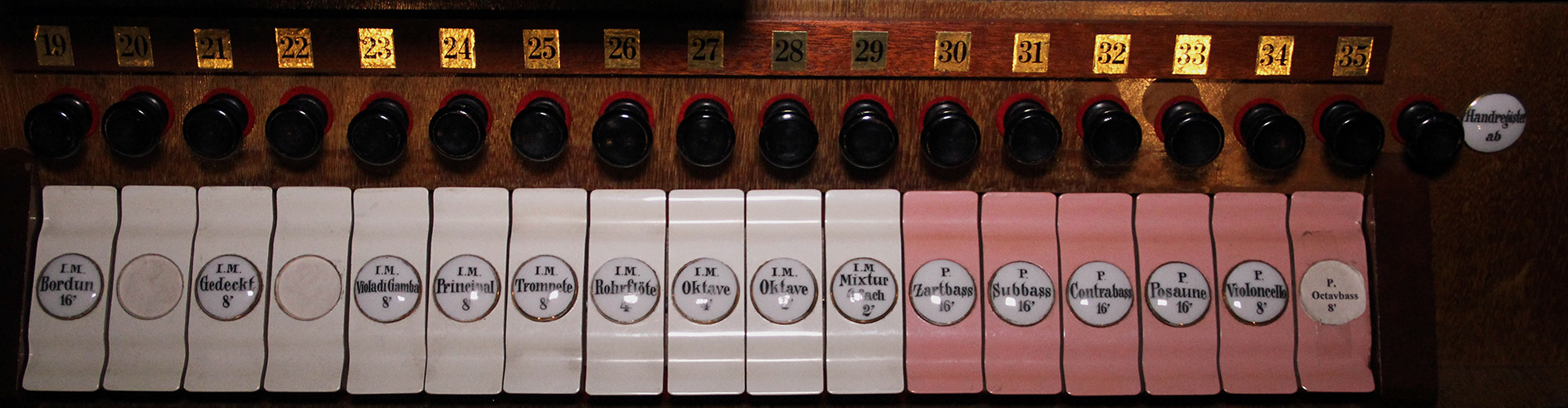
Manubrien des Haupt- und des Pedalwerks

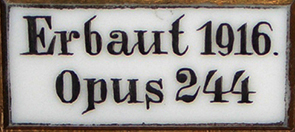
Opus-Schild am Spieltisch

- Spielhilfen: 5 feste Kombinationen (p, mf, f, ff, Tutti), 1 freie Kombination, Manual 16′ ab, Zungen ab, Hand-Register ab, automatisches Pianopedal, Crescendowalze

Anmerkungen
1. 1 2 3 4 5  Fehlt seit 1945.
2. ↑  1945 umgebaut zu 8′.
3. ↑  1945 umgebaut zu 4′.